# Герман Китроски
Герман (на гръцки: Γερμανός, Германос) е гръцки духовник, епископ на Цариградската патриаршия от IX век.

## Биография
От 869 до 879 година е китроски епископ. Той е първият известен китроски епископ. Има предположение, че Фотий, който е живял в V век също е бил китроски епископ, но това предположение е отхвърлено, тъй като Фотий не е бил китроски, а кипърски епископ.
Най-вероятно Герман участва в Четвъртия константинополски събор, на който е осъден и свален патриарх Фотий. Също така Герман взема участие в събора от 879 година, на който Фотий е възстановен официално на трона.
Не е известно кой наследява Герман на китроската катедра.